# Сканіатлес (містечко, Нью-Йорк)
Сканіатлес (англ. Skaneateles) — місто (англ. town) в США, в окрузі Онондага штату Нью-Йорк. Населення — 7112 особи (2020).

## Демографія
Згідно з переписом 2010 року, у місті мешкало 7209 осіб у 2939 домогосподарствах у складі 2059 родин. Було 3524 помешкання
Расовий склад населення:
| - 97,8 % — білих - 0,7 % — азіатів - 0,3 % — корінних американців - 0,2 % — чорних або афроамериканців - 0,1 % — вихідців з тихоокеанських островів |

До двох чи більше рас належало 0,7 %. Частка іспаномовних становила 1,2 % від усіх жителів.
За віковим діапазоном населення розподілялося таким чином: 23,2 % — особи молодші 18 років, 57,1 % — особи у віці 18—64 років, 19,7 % — особи у віці 65 років та старші. Медіана віку мешканця становила 47,3 року. На 100 осіб жіночої статі у місті припадало 94,2 чоловіків; на 100 жінок у віці від 18 років та старших — 91,3 чоловіків також старших 18 років.
Середній дохід на одне домашнє господарство становив 138 522 долари США (медіана — 84 150), а середній дохід на одну сім'ю — 174 814 долари (медіана — 110 764). Медіана доходів становила 73 188 доларів для чоловіків та 61 974 долари для жінок. За межею бідності перебувало 3,3 % осіб, у тому числі 2,5 % дітей у віці до 18 років та 4,5 % осіб у віці 65 років та старших.
Цивільне працевлаштоване населення становило 3648 осіб. Основні галузі зайнятості: освіта, охорона здоров'я та соціальна допомога — 30,9 %, науковці, спеціалісти, менеджери — 12,2 %, мистецтво, розваги та відпочинок — 11,5 %.